# 정상철 (배우)
정상철(1948년 9월 15일 ~ )은 대한민국의 배우이다.

## 학력
- 동국대학교 연극영화 학사

## 경력
- 1973년 : 국립극단 단원
- 1973년 : 한국연극협회 회원
- 1996년 1월 ~ 2001년 12월 : 국립극단 단장
- 1998년 2월 : 한국연극협회 부사장
- ~ 2012년 : 국립극단 예술감독

## 출연작

### 영화
- 1990년 《우묵배미의 사랑》... 나리 부 역
- 2001년 《유정》... 아버지 영장 약
- 2001년 《흑수선》... 소 형사 역
- 2003년 《최후의 만찬》... 덩치 4 역
- 2004년 《거미숲》... 형사 반장 역
- 2006년 《야수》... 검사장 역
- 2014년 《미국인 친구》
- 2014년 《인간중독》... 참모총장 역
- 2014년 《상의원》... 영의정 역
- 2016년 《그랜파》 ... 윤식 역
- 2024년 《파묘》 ... 박종순 역 (박지용의 아버지, 박근현의 아들) (천만영화)

### TV 드라마
- 1980년 MBC 《전원일기》 ... 각종 단역
- 1980년 KBS1 《HDTV 문학관》
- 1983년 KBS1 《빛과 사슬》
- 1983년 KBS2 《전우》
- 1984년 MBC 《추사 김정희》 ... 조선 순조 역
- 1984년 KBS1 《1984 진실을 찾아서》
- 1984년 MBC 《동토의 왕국》 ... 김원조 역
- 1985년 KBS1 《오성장군 김홍일》 ... 김백일 역
- 1985년 MBC 《임진왜란》 ... 김성일 역
- 1987년 KBS1 《이화》 ... 위안스카이 역
- 1988년 KBS1 《따뜻한 남쪽나라》
- 1988년 MBC 《한중록》 ... 이천해, 홍지해 역
- 1989년 KBS1 《지리산》 ... 리승엽 역
- 1989년 MBC 《제2공화국》 ... 양일동 역
- 1989년 KBS1 《울밑에 선 봉선화》 ... 정서방 역
- 1990년 MBC 《반민특위》 ... 장홍염 역
- 1990년 KBS1 《여명의 그날》 ... 최현 역
- 1991년 MBC 《베스트극장》
- 1993년 KBS2 《일월》 ... 박흥석 역
- 1993년 MBC 《제3공화국》 ... 김영민, 박종율 역
- 1994년 MBC 《종합병원》
- 1995년 KBS1 《김구》 ... 김준연 역
- 1995년 MBC 《제4공화국》 ... 김재춘, 신도환 역
- 1995년 SBS 《코리아게이트》 ... 박동진 역
- 1995년 KBS1 《찬란한 여명》
- 1998년 SBS 《삼김시대》... 양일동 역
- 2002년 KBS1 《제국의 아침》 ... 박수경 역
- 2006년 SBS 《연개소문》 ... 이세적 역
- 2015년 MBC 《화정》... 류영경 역

### 연극
- 1998년 혈맥
- 1998년 시집가는 날
- 1999년 아Q정전
- 2004년 까페 신파
- 2007년 꿈꿔서 미안해
- 2008년 벚꽃동산
- 2009년 친정엄마와 2박 3일
- 2009년 햄릿
- 2010년 죽이는 수녀들 이야기
- 2011년 레 미제라블
- 2011년 등신과 머저리
- 2011년 보이체크
- 2012년 쥐덫

## 수상
- 2000년 국무총리표창